# Surinaamse Tafeltennis Bond
De  Surinaamse Tafeltennis Bond (STTB) is de officiële sportbond voor tafeltennis in Suriname. De STTB is gevestigd in Paramaribo en is lid van het Surinaams Olympisch Comité, de Latin American Table Tennis Union en de International Table Tennis Federation.
De bond werd in 1948 opgericht op initiatief van een aantal spelers onder aanvoering van de heer Rodriques. Op 2 mei van dat jaar werden de eerste open kampioenschappen georganiseerd met een speelschema van 190 wedstrijden. Harold Slengaard won het toernooi en werd daarmee de eerste Surinaamse kampioen tafeltennis.